# Thunberga septifera
Thunberga septifera – gatunek pająka z rodziny spachaczowatych. Występuje endemicznie w krainie madagaskarskiej, znany jest tylko z lokalizacji typowej. 

## Taksonomia
Takson ten opisany został po raz pierwszy w 1908 roku przez Embrika Stranda jako podgatunek, pod nazwą Olios malagassus septifer. Opisu dokonano na podstawie pojedynczej samicy. Jako miejsce typowe wskazano Andranolavę. W 2020 roku takson ten wyniesiony został do rangi gatunku i przeniesiony do nowego rodzaju Thunberga przez Petera Jägera.

## Morfologia
Pająk ten osiąga 14,3 mm długości ciała. Ubarwienie ma żółtawobrązowe z jasnożółtymi spodem prosomy i opistosomy oraz kądziołkami przędnymi, z podłużnie paskowanymi szczękoczułkami oraz z wyraźnymi ciemniejszymi kropkami na karapaksie, układającymi się wzdłuż promieniście się rozchodzących rzędów oraz leżącymi między oczami a jamkami. Tylna krawędź szczękoczułków ma jedną szczecinkę przy nasadzie pazura jadowego, pięć zębów oraz około 37 ząbków. Przednia krawędź szczękoczułków ma 3 zęby. Dłuższe niż szerokie sternum dysponuje czterema parami wyrostków skierowanych dobiodrowo. Kolejność par odnóży od najdłuższej do najkrótszej to II, I, IV, III. Kształt opistosomy jest owalny.
Płytka płciowa samicy charakteryzuje się trójkątnym, węższym niż u T. greta kształtem przedniej części przegrody środkowej oraz odwrotnie U-kształtnym przewodem kopulacyjnym prześwitującym przez oskórek tylnej części przegrody środkowej. Miejsce w którym przewód wewnętrzny zawraca jest asymetryczne i wyraźnie widoczne w widoku grzbietowym, nie zaś zasłonięte przez jego pierwsze rozszerzenie jak u T. greta.